# Capital City (serial telewizyjny)
Capital City – serial telewizyjny produkcji brytyjskiej opowiadający o życiu maklerów giełdowych, pracujących w fikcyjnym banku Shane-Longman w Londynie. Wyprodukowany przez wytwórnię Euston Films, był emitowany w latach 1989–1990, w Polsce zaprezentował go drugi program TVP od 2 lipca 1990.
Jedną z głównych ról zagrała polska aktorka, mieszkająca w Wielkiej Brytanii – Joanna Kańska. W epizodzie pojawiła się Julia Ormond, a także inny polski aktor Tomasz Borkowy.
W 1989 ukazała się powieść, autorstwa Michaela Feeneya Callana, będąca zbeletryzowaną wersją serialu; polskie tłumaczenie wydała oficyna CONECTA Publisher w 1991.

## Obsada
- Douglas Hodge jako Declan McConnachie
- Trevyn McDowell jako Michelle Hauptmann
- William Armstrong jako Max Lubin
- Jason Isaacs jako Chas Ewell
- Joanna Kanska jako Sirkka Nieminen
- John Bowe jako Leonard Ansen
- Rolf Saxon jako Hudson Talbot trzeci
- Anna Nygh jako Hannah Burgess